# Tangerine (Feeder)
Tangerine was de tweede single die de Britse groep Feeder uitbracht en de eerste van hun album Polythene.
De videoclip werd opgenomen in een verlaten huis. Alle bandleden waren in oranje gekleed (wat in die periode typerend voor hen was). In de clip werden zij bekogeld met mandarijnen. In de video is tevens een man te zien die in een badkuip vol met mandarijnen zit, welke hij allemaal over zijn rechterschouder gooit.
Later uitte zanger Grant Nicholas zijn ongenoegen over de videoclip. Hij vertelde niet te weten wat hen had bezield een dergelijke videoclip op te nemen.